# Leipzig
Leipzig ( Leipzig.ogg ?) er den største by i delstaten Sachsen i Tyskland. I DDR-tiden var det landets næststørste by. Byen er en vigtig handels- og industriby og er også kulturelt betydningsfuld.

## Historie
Navnet urbs Libzi blev nævnt af Thietmar af Merseburg i 1015. Leipzig har været en vigtig handels- og messeby siden middelalderen. Leipzig Universitet blev indviet i 1409. I Trediveårskrigen fandt slaget ved Breitenfeld og slaget ved Lützen i byens område. slaget ved Leipzig i 1813 var et af de største i Napoleonskrigene.
Leipzig var en af de største byer i Tyskland før anden verdenskrig og var DDR's næststørste by. I den tidlige fase af Tysklands genforeningsproces i 1989 var Leipzig kendt for mandagsdemonstrationerne med slagordet "Wir sind das Volk" ("Vi er folket").

## Seværdigheder
- Thomaskirken og dens Thomaner-drengekor
- Nicolaikirken, hvor mandagsdemonstrationerne i 1989 bl.a. fandt sted
- Altes Rathaus (Det gamle rådhus), nu Leipzigs bymuseum
- Koncerthuset Gewandhaus og Operahuset
- Museum der Bildenden Künste (Billedkunstmuseet)
- Grassimuseum
- Völkerschlachtdenkmal (Folkeslagsmonument) er et monument til erindring om slaget ved Leipzig i 1813
- Leipzig Zoo
- City-Hochhaus var med sine 142,5 meter DDR's højeste bygning ved færdiggørelsen i 1972

## Klima
| Vejr for Leipzig                  | Vejr for Leipzig | Vejr for Leipzig | Vejr for Leipzig | Vejr for Leipzig | Vejr for Leipzig | Vejr for Leipzig | Vejr for Leipzig | Vejr for Leipzig | Vejr for Leipzig | Vejr for Leipzig | Vejr for Leipzig | Vejr for Leipzig | Vejr for Leipzig |
|                                   | Jan              | Feb              | Mar              | Apr              | Maj              | Jun              | Jul              | Aug              | Sep              | Okt              | Nov              | Dec              | År               |
| --------------------------------- | ---------------- | ---------------- | ---------------- | ---------------- | ---------------- | ---------------- | ---------------- | ---------------- | ---------------- | ---------------- | ---------------- | ---------------- | ---------------- |
| Gennemsnitlig maks °C             | 3,2              | 4,3              | 8,7              | 13,9             | 19               | 21,7             | 24,5             | 24,1             | 19,3             | 14               | 7,6              | 3,6              | 13,7             |
| Gennemsnitlig min °C              | −2,2             | −2               | 1,1              | 4,1              | 8,5              | 11,5             | 13,8             | 13,6             | 10,2             | 6,2              | 2,1              | −1,2             | 5,5              |
| Gennemsnitlig nedbør mm           | 32               | 26               | 39               | 39               | 47               | 55               | 69               | 63               | 50               | 31               | 43               | 40               | 534              |
| Kilde (27. februar 2019): TurVejr |                  |                  |                  |                  |                  |                  |                  |                  |                  |                  |                  |                  |                  |

## Infrastruktur
Leipzigs hovedbanegård er Europas arealmæssigt største[kilde mangler] rebroussementsstation, dvs. en jernbanestation hvor togene kun kan køre ind og ud i den ene ende. En jernbanetunnel, kaldet City-Tunnel Leipzig, fører fra hovedbanegården mod syd under den indre by. Siden december 2013 har der kørt tog fra S-Bahn Mitteldeutschland (det midttyske s-tog) gennem tunnelen og forbinder Leipzig med dens forstæder og byer i og andre byer i delstaterne Sachsen, Sachsen-Anhalt og Thüringen, såsom Halle (Saale), Riesa og Zwickau.
Leipziger Verkehrsbetriebe driver den offentlige trafik i byen og har Tysklands næststørste sporvognssystem efter Berlin.
Flughafen Leipzig/Halle er Leipzigs og Midttysklands internationale lufthavn. Leipzig-Altenburg Airport er en lille lufthavn, som ligger mere end 40 km syd for Leipzig i udkanten af Altenburg i Thüringen.

## Byens identitet
I Sachsen er der tre hovedbyer: Leipzig, Dresden og Chemnitz. I folkemunde siger man, at Dresden er kulturbyen, Chemnitz arbejderbyen og Leipzig universitetsbyen. 
Leipzig har en tydelig selvbevidsthed.  
I DDR opstod de sagnomspundne Mandagsdemonstrationer i netop Leipzig midte. Det var et af de første tydelige oprør mod systemet, og fik en kolossal betydning for, at det kommunistiske styre i DDR endte med at tabe magten. Både realpolitisk, men også mytologisk. Skilte påført udsagnet: "Wir sind das Volk" (på dansk: Vi er folket), blev en parole for den folkelige opstand i hele DDR. Demonstrationerne begyndte som en mindre ukoordineret march gennem byen, men voksede på få dage til enorme massevandringer med op til 320.000 deltagere. Efter Murens fald fik Leipzig kælenavnet "Heltebyen" af samme grund. 
I det nye forenede Tyskland indtog Leipzig en selvbevidst attitude, og lavede et byslogan "Leipzig kommt" (på dansk: Leipzig kommer - eller Leipzig er på vej), som indikerede at man så lyst på fremtiden. 
Leipzig er lykkedes med mange ting. De senere år er byen blevet kendt for at have et hipt ungdomsliv med mange cafeer og et rigt kulturliv. 
Byen er præget af et stort universitet, og det intellektuelle slår også igennem i den meget store bogmesse, som er én af Europas største. Den afholdes en gang årligt. 
Der er tradition for at holde mange andre messer, og der er, i byens sydlige forstæder, store messeområder. 

## Sport
Leipzigs Zentralstadion (nu kendt som Red Bull Arena), åbnede i 2004, i anledning af VM i fodbold 2006. Det gamle Zentralstadion, fra 1956, som kunne rumme over 100.000 tilskuere, var det største stadion i DDR.
Der er tre store fodboldklubber i Leipzig: Chemie Leipzig) og 1. FC Lokomotive Leipzig som var to af Østtysklands succesrigeste klubber. RB Leipzig er en ny klub, som sponseres af Red Bull siden 2009.
I byen  findes også HC Leipzig, der er en succesrig håndboldklub for kvinder.

## Kendte personer
- Johann Sebastian Bach (1685-1750) – komponist, kantor ved Thomaskirken, døde i Leipzig
- Felix Mendelssohn (1809-1847) – komponist, døde i Leipzig
- Richard Wagner (1813-1883) – komponist, født i Leipzig
- Clara Schumann (1819-1896) – pianist og komponist, født i Leipzig
- Carl Friedrich Goerdeler (1884-1945) – politiker og antinazistisk modstandskæmper, var overborgmester i Leipzig
- Walter Ulbricht (1893-1973) – kommunistisk politiker, født i Leipzig
- Hermann Schmitz (født 1928) - filosof.
- Wolfgang Tiefensee (født 1955) – politiker, var overborgmester i Leipzig
- René Adler (født 1985) – fodboldspiller, født i Leipzig

## Galleri
- Nicolaikirken (Leipzig)
- Neues Rathaus
- Völkerschlachtdenkmal
- Hovedbanegård
- Leipzig Universitet
- Museum der Bildenden Künste
- Gewandhaus